# Bernd Epler
Bernhard Arthur „Bernd“ Epler (* 26. Februar 1949 in Büsum) ist ein ehemaliger deutscher Mittelstreckenläufer, der sich auf die 800-Meter-Distanz spezialisiert hatte.
1971 wurde er Dritter bei den Deutschen Hallenmeisterschaften und gewann bei den Leichtathletik-Halleneuropameisterschaften in Sofia mit der bundesdeutschen Mannschaft Bronze in der 4-mal-800-Meter-Staffel zusammen mit Paul-Heinz Wellmann, Godehard Brysch und Dieter Friedrich. 1972 belegte er noch einmal den sechsten Platz bei den deutschen Hallenmeisterschaften.
Seine persönliche Bestzeit von 1:49,9 min stellte er am 30. August 1970 in Bonn auf, am 24. Juli 1971 erreichte er wieder in Bonn die gleiche Zeit.
Bernd Epler begann beim MTV Heide, wechselte 1966 zu Holstein Kiel und startete ab 1969 für den Hamburger SV. Nach 1972 war er nicht mehr als Leichtathlet aktiv, spielte aber noch einige Jahre Handball beim Hamburger SV.